# Nedda Harrigan
Nedda Harrigan (Nueva York, 24 de agosto de 1899 - Ibidem, 1 de abril de 1989) fue una actriz cinematográfica de estadounidense.

## Biografía
Su verdadero nombre era Grace Harrigan, nació en la ciudad de Nueva York. Comenzó su carrera en el cine en 1929 con The laughing Lady, siendo su mayor éxito la película protagonizada por Boris Karloff Devil's Island.
Rodó su último film en 1940, Castle on the Hudson, retirándose a partir de entonces. 
Nedda Harrigan se casó en 1923 con el actor Walter Connolly, permaneciendo la pareja unida hasta la muerte de él en 1940. Tuvieron una hija, la actriz Ann Connolly.
En 1945 se casó con el director teatral y cinematográfico Joshua Logan, permaneciendo juntos hasta fallecer él en 1988. Tuvieron dos hijos. La actriz falleció en el año 1989 en Nueva York, a causa de un cáncer de pulmón.

## Filmografía (selección)
- 1936: Charlie Chan at the Opera
- 1937: Thank You, Mr. Moto
- 1939: Devil’s Island